# Gallipienzo
Gallipienzo là một đô thị trong tỉnh và cộng đồng tự trị Navarre, Tây Ban Nha. Đô thị này có dân số là 153 người. Đô thị nằm ở độ cao 389 m trên mực nước biển, cách tỉnh lỵ 55 km. Ngôn ngữ chính thức ở đây là tiếng Castilla còn tiếng Basque là ngôn ngữ không chính thức.

## Biến động dân số
| Biến động dân số                                          | Biến động dân số | Biến động dân số | Biến động dân số | Biến động dân số | Biến động dân số | Biến động dân số | Biến động dân số | Biến động dân số | Biến động dân số | Biến động dân số |
| 1996                                                      | 1998             | 1999             | 2000             | 2001             | 2002             | 2003             | 2004             | 2005             | 2006             | 2007             |
| --------------------------------------------------------- | ---------------- | ---------------- | ---------------- | ---------------- | ---------------- | ---------------- | ---------------- | ---------------- | ---------------- | ---------------- |
| 161                                                       | 161              | 159              | 160              | 153              | 161              | 163              | 158              | 156              | 147              | 140              |
| Nguồn: Gallipienzo et instituto de estadística de navarra |                  |                  |                  |                  |                  |                  |                  |                  |                  |                  |

==Tham khảo==